# 4865 Сор
4865 Сор (4865 Sor) — астероїд головного поясу, відкритий 18 жовтня 1988 року.
Тіссеранів параметр щодо Юпітера — 3,211.
Названо на честь Фернандо Сора (ісп. Fernando Sor, 1778-1839) — іспанського композитора та гітариста-віртуоза.